# Giuncarico
Giuncarico ist eine Fraktion der italienischen Gemeinde Gavorrano in der Provinz Grosseto, Region Toskana.

## Geografie
Der Ort liegt ca. 7 km südöstlich des Hauptortes Gavorrano und ca. 19 km nordwestlich der Provinzhauptstadt Grosseto in der Maremma. Giuncarico liegt bei 170 m und hat ca. 400 Einwohner. Ca. 2 km östlich fließt der Fluss Bruna und bildet hier die Gemeindegrenze von Gavorrano zu Roccastrada und Grosseto. Weitere Orte in unmittelbarer Nähe sind im Nordosten Ribolla (Ortsteil von Roccastrada, ca. 8 km), im Osten Sticciano (ebenfalls Roccastrada, ca. 10 km), im Südosten Montepescali (Ortsteil von Grosseto, ca. 8 km) und Vetulonia (Ortsteil von Castiglione della Pescaia, ca. 6 km südlich).

## Geschichte
Erstmals erwähnt wurde der Ort in einem Dokument des Klosters San Salvatore di Monte Amiata aus dem Jahr 772. Im 11. Jahrhundert wird der Ort als befestigt (fortificata) bezeichnet und gehörte zum Gebiet der Abtei von Sestinga. Im 13. Jahrhundert unterstand das Gebiet den Aldobrandeschi, die direkte Kontrolle des Ortes unterstand aber der Familie der Pannocchieschi d’Elci di Trivale. Im gleichen Jahrhundert unterwarfen sich diese Siena, behielten aber die Macht im Ort bis ins 15. Jahrhundert. Nach der seneser Niederlage gegen Florenz 1555 wurde der Ort Teil des Großherzogtum Toskana.

## Sehenswürdigkeiten

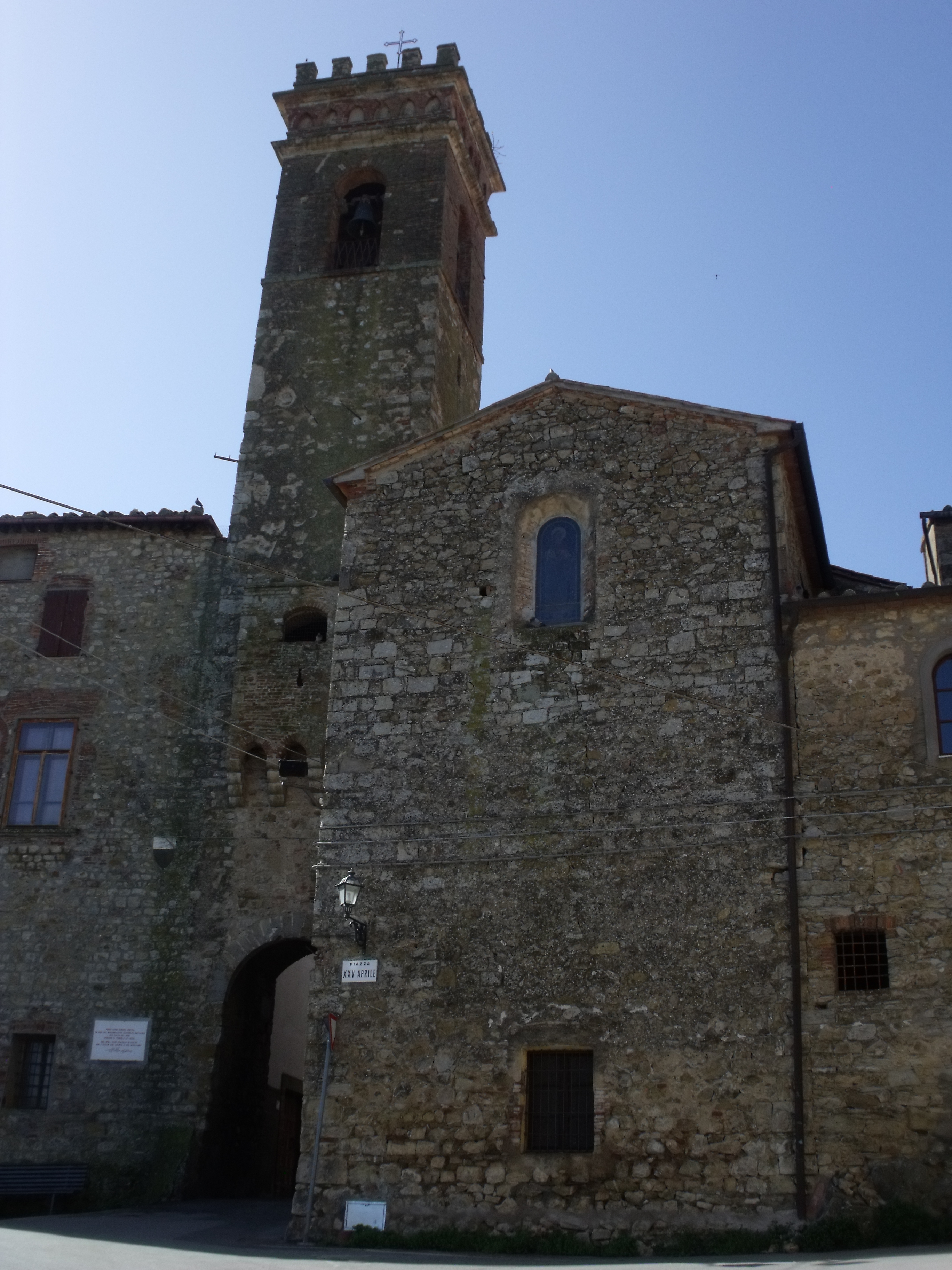
Das Haupttor Porta del Castello mit der Apsis der Kirche Sant’Egidio. Der Campanile der Kirche liegt unmittelbar über dem Haupttor der Befestigungsmauern.

- Chiesa di Sant’Egidio, Kirche im Ortskern nahe dem Befestigungstor. Wurde erstmals 1267 erwähnt.[4] Der Campanile entstand im 15. Jahrhundert.[3] Das Gemälde Madonna del Rosario con Santa Caterina da Siena e San Domenico stammt aus dem frühen 18. Jahrhundert und stammt aus dem Umfeld der seneser Künstler. Um 1930 entstand die Fassade der Kirche.[4]
- Oratorio del Santissimo Crocifisso, Kirche kurz außerhalb des Ortskerns. Entstand 1892, um die Vorgängerkirche Chiesa della Confraternita di San Bernardino zu ersetzen. Diese stammte wahrscheinlich aus dem 15. Jahrhundert.[4]
- Poggio Pelliccia, Grabmal einer etruskischen Familie (aus Vetulonia) kurz außerhalb von Giuncarico.[5] Das Grabmal, auch Tomba a thòlos genannt, wurde 1972 entdeckt und stammt aus dem 7. Jahrhundert v. Chr.[6]
- San Germano, Nekropole mit mehr als 20 Gräbern kurz außerhalb von Giuncarico.[5] Liegt nahe dem Torrente Sovata[7]. Die Nekropole von San Germano entstand im 6. Jahrhundert v. Chr.[6]

## Verkehr
- Die nächstgelegene Anschlussstelle an den Fernverkehr ist die Anschlussstelle Giuncarico an der Staatsstraße Strada Statale SS 1 (Via Aurelia, ca. 4 km).
- An den Schienenverkehr war der Ort über den Bahnhof Stazione di Giuncarico angebunden und lag an der Bahnstrecke Livorno-Grosseto. Von 1892 bis 1960 war der Bahnhof Endstation der ca. 8 km langen Strecke Ribolla-Giuncarico.[8] Der Bahnhof diente damals zum Umschlag der Güter aus den Minen von Ribolla, die in den Jahren nach dem Bergwerksunglück 1954 geschlossen wurden.

## Söhne und Töchter des Ortes
- Randolfo Pacciardi (1899–1991), Politiker

## Bilder

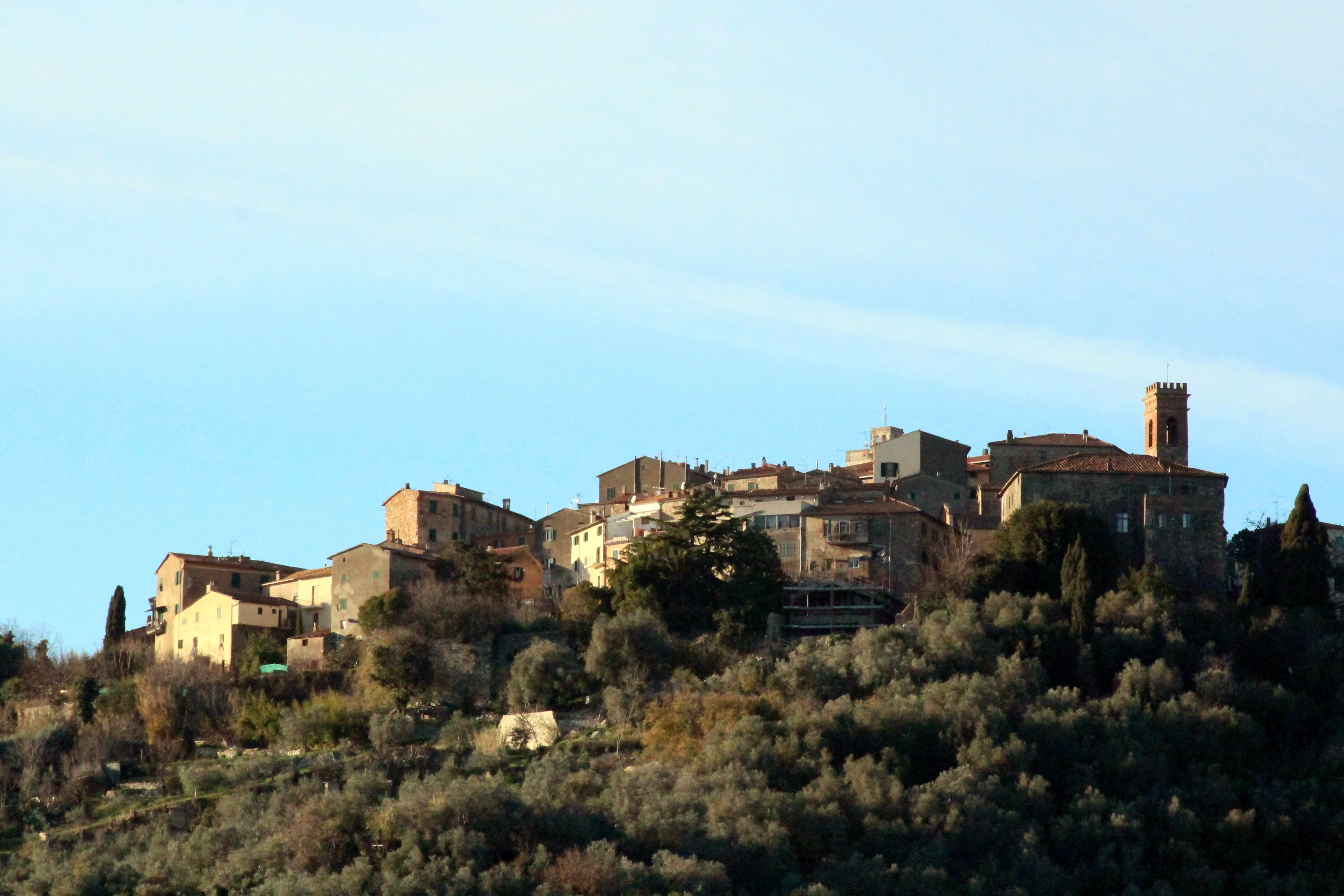
Panorama von Giuncarico, von Süden gesehen
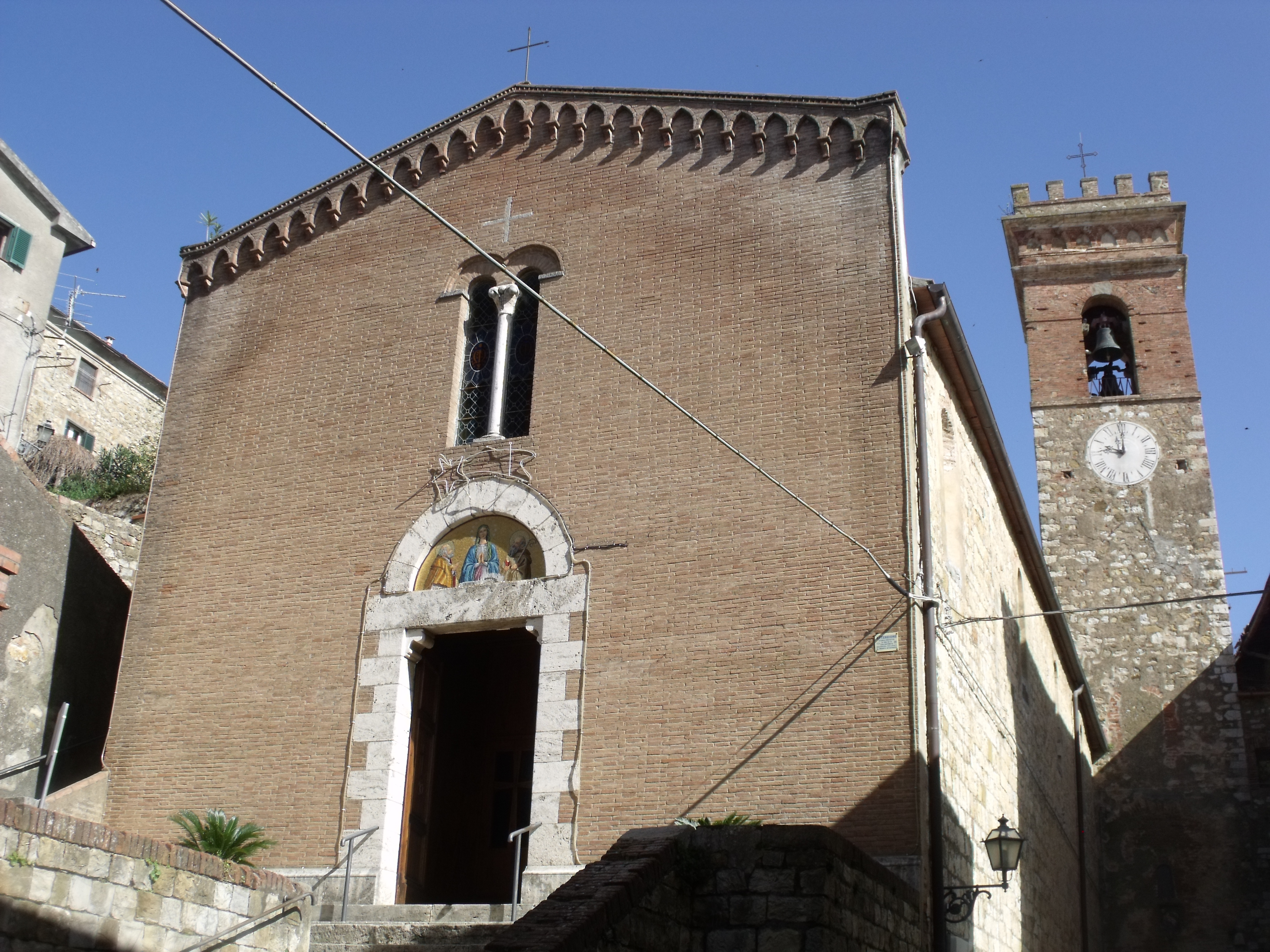
Die Kirche Chiesa di Sant’Egidio im Ortskern
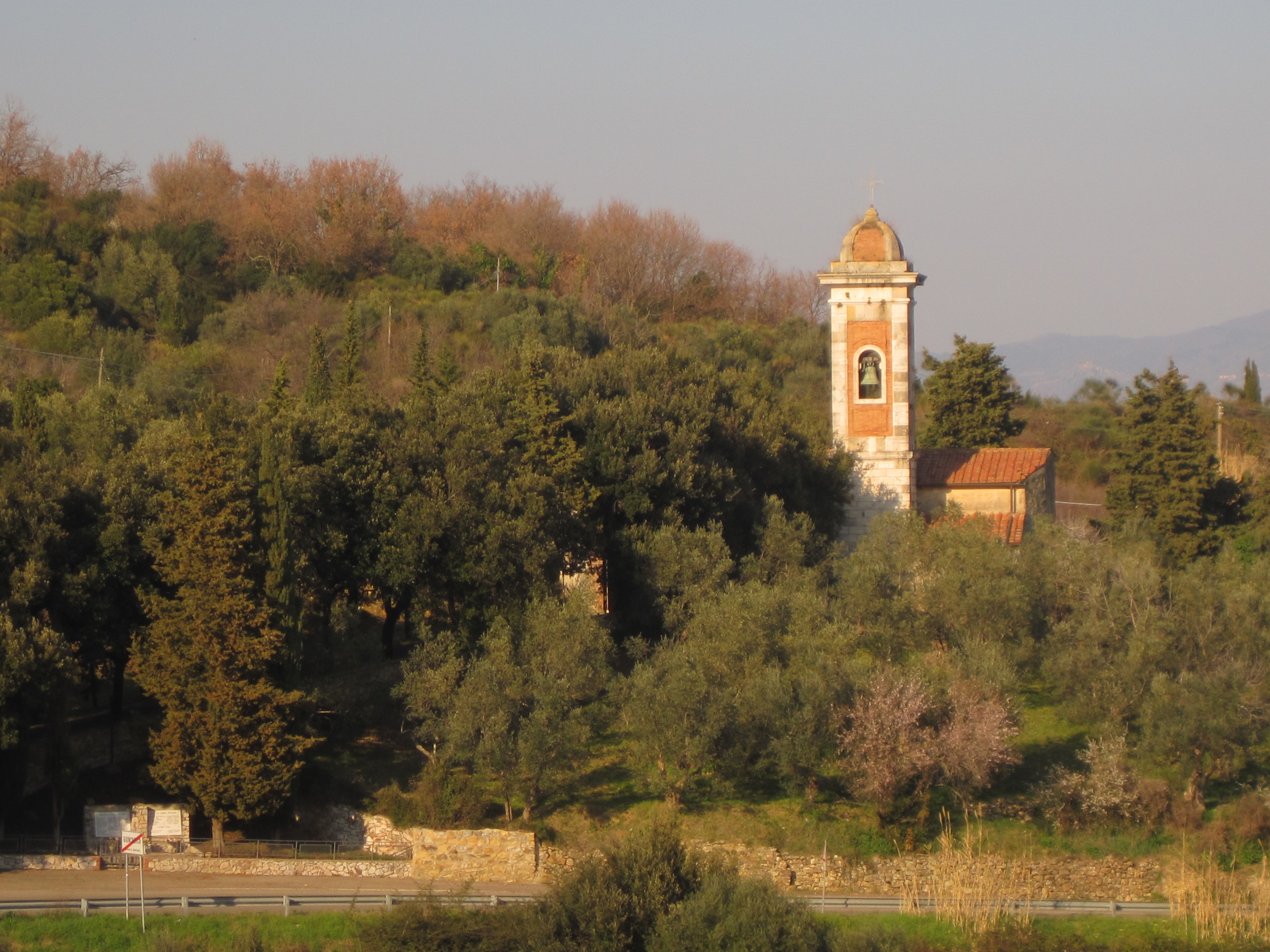
Das  Oratorio del Santissimo Crocifisso kurz außerhalb des Ortskerns.
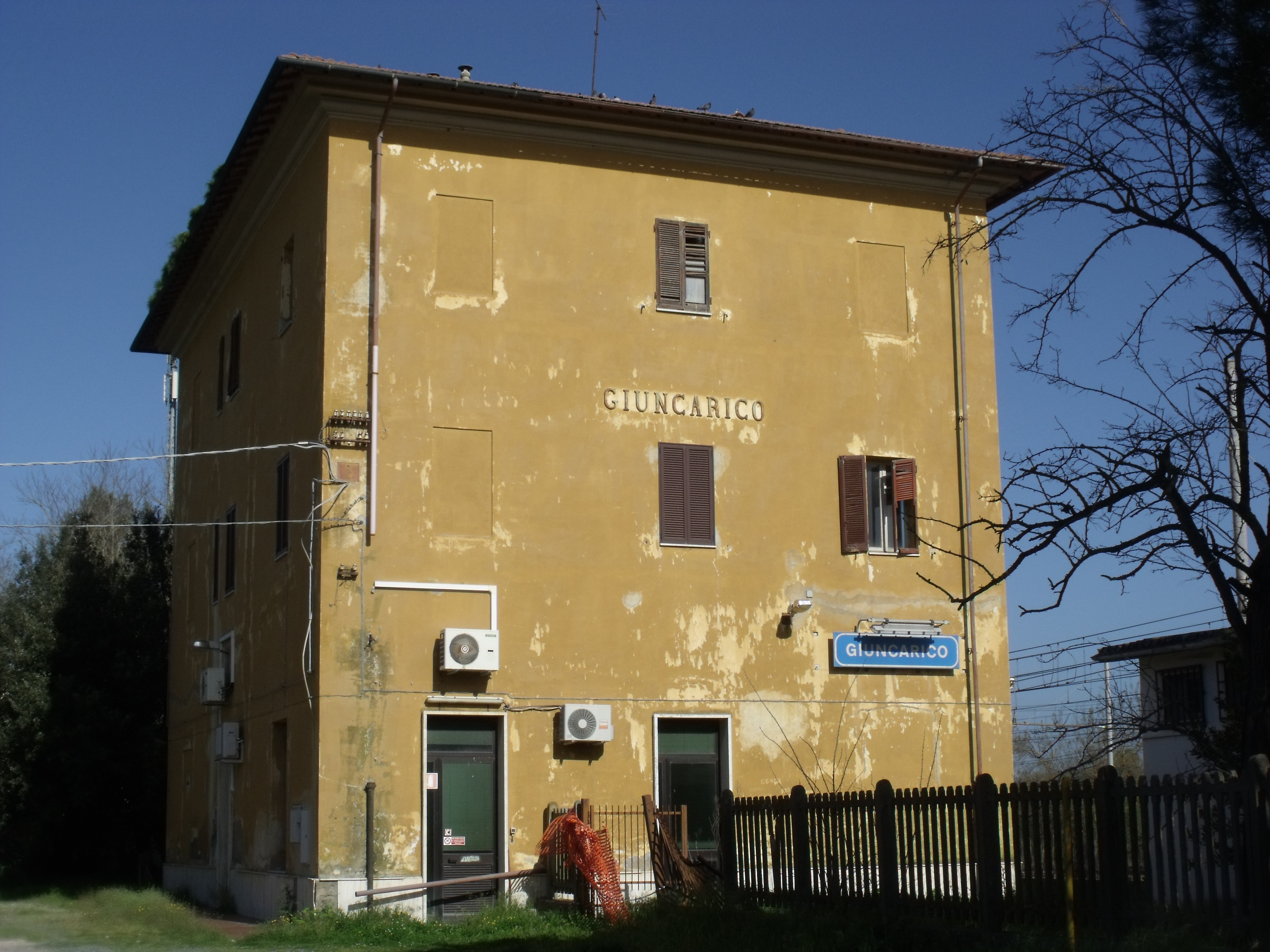
Der ehemalige Bahnhof Giuncarico Scalo (auch Stazione di Giuncarico)